# 太平街道 (苏州市)
太平街道，是中华人民共和国江苏省苏州市相城区下辖的一个乡镇级行政单位。

## 行政区划
太平街道下辖以下地区：
凤凰社区、金澄社区、盛泽村、莲港村、旺巷村、聚金村、沈桥村、花倪村、花溇村、乐安村和黎明村。